# Эскадренные миноносцы типа «Окендо»
Эска́дренные миноно́сцы ти́па «Оке́ндо» (исп. Clase Oquendo destructores) — испанские эскадренные миноносцы, состоявшие на вооружении ВМС Испании в 1970-х — 1980-х годах. Всего было построено три таких корабля. По независимым оценкам, эсминцы данного типа были признаны худшими кораблями военно-морского флота Испании за весь XX век наравне с подлодками типа D.

## Описание проекта
Эсминцы данного класса должны были строиться ещё с 1943 года совместно ещё с шестью кораблями вместо трёх устаревших миноносцев, но в 1952 году были отменены заказы на строительство последних шести кораблей. К тому моменту уже шёл первый год с момента начала строительства первого судна.
С начала строительства корабли доставляли испанцам множество проблем: только в 1959 году, спустя около 15 лет после начала строительства, кораблестроители стали устанавливать рубку. За помощью по установке двигателей они вынуждены были обращаться в компанию Ateliers Bretagne в 1955 году.
С точки зрения полезности и выгодности проекта, после строительства кораблей было решено улучшить два последних из них, базировавшихся в Картахене. Оба судна пришлось в буквальном смысле распиливать пополам, чтобы устранить недостатки, которые впервые были выявлены на судне «Окендо» (D-41). У кораблей было заменено оружие, а также установлены новейшие системы навигации и радиолокации, поставленные из Великобритании.
Несмотря на все модификации и усовершенствования проекта, самые простые характеристики кораблей D-42 и D-43 оставляли желать лучшего (на бумаге эти показатели были гораздо выше). Главной ошибкой конструкторов стала попытка сохранить силовую установку (3 котла Bretagne, 2 турбины Rateau — как и на эсминцах типа «Аудас»). С учётом этого и несмотря на радиоэлектронное оборудование, которым испанские корабли впервые были оснащены, эсминцы себя так и не проявили, а гидроакустическая система постоянно давала сбои. Кроме того, ремонт эсминцев и их постоянное содержание обходилось испанской казне очень дорого.
Водоизмещение: 3004 т (стандартное) и 3780 т (полное)

## Служба
Корабли получили обозначения D-41 («Окендо»), D-42 («Рохер де Лаурия») и D-43 («Маркес де ла Энсенада»). Первый корабль вошёл в 21-ю эскадру с эсминцами типа «Лепанто», два остальных в 11-ю эскадру совместно с эсминцами типа «Чуррука». В течение своей службы они посещали разные порты, а самым важным из визитов были визиты D-43 в порты Неаполя, Касабланки и Портсмута.
Корабли отслужили 15, 13 и 18 лет соответственно.  D-43 даже чуть не было взорван: в 1981 году в Сантандере террористы из баскской радикальной военной организации ЭТА заложили бомбу на корабле, которую удалось нейтрализовать. Чтобы избежать повторения подобных ситуаций и затопления кораблей, оставшийся на тот момент в строю D-43 удерживали в составе ВМС столько, сколько было максимально возможно (до 1988 года). Вскоре и он пошел на слом.